# Tavani (Nunavut)
Tavani était un établissement minière et poste de traite situé dans la région de Kivalliq au Nunavut, au Canada. Le site est situé dans la baie Mistake à l'ouest de la baie d'Hudson, 31,3 kilomètres (19,4 mi) au sud de la communauté de Whale Cove et 97 kilomètres (60 mi) à l'est du lac Kaminak.

## Histoire
Tavani a été établie par la compagnie minière Dominion Explorers Limited en 1928. Tavani a été utilisé comme base aérienne pour les activités de prospection  autour de la baie d'Hudson. Le chef d’entreprise Guy Blanchet a passé un hiver sur la base Tavani en 1928/1929. Les bâtiments ont été vendus à la Compagnie de la Baie d'Hudson l’année suivante car l’entreprise Dominion Explorers déplaçaient la base aérienne à Baker Lake.

## Géologie
La géologie précambrienne de Tavani est décrite dans un rapport de la Commission géologique du Canada de 1986.